# Stilobezzia pseudofestiva
Stilobezzia pseudofestiva är en tvåvingeart som beskrevs av Gupta och Wirth 1968. Stilobezzia pseudofestiva ingår i släktet Stilobezzia och familjen svidknott. Inga underarter finns listade i Catalogue of Life.